# Черноевичи
Черное́вичи (также Црноевичи; серб. Црнојевићи, также Чарнојевићи) — династия господарей княжества Зеты с 1451 по 1496 год.

## Происхождение

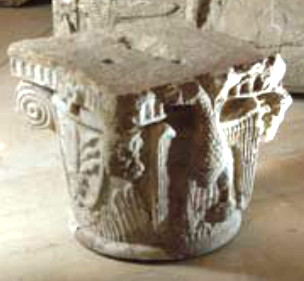
Капитель колонны из монастыря Черноевичей в Цетине с гербом рода

Основатель рода — Джураш (Георгий) Вранчич, вельможа сербского короля Стефана Уроша II Милутина в конце XIII — начале XIV века. Первоначально династия называлась «Джурашевичи», и лишь потомки Црное Джурашевича, правнука Вранчича, стали называть себя «Црноевичи» (в русском произношении «Черноевичи»).
По версии сербского академика С. Чирковича, Черноевичи, как и все прочие династии Черногории, по своему происхождению были не славянами, а иллирийцами.

## История

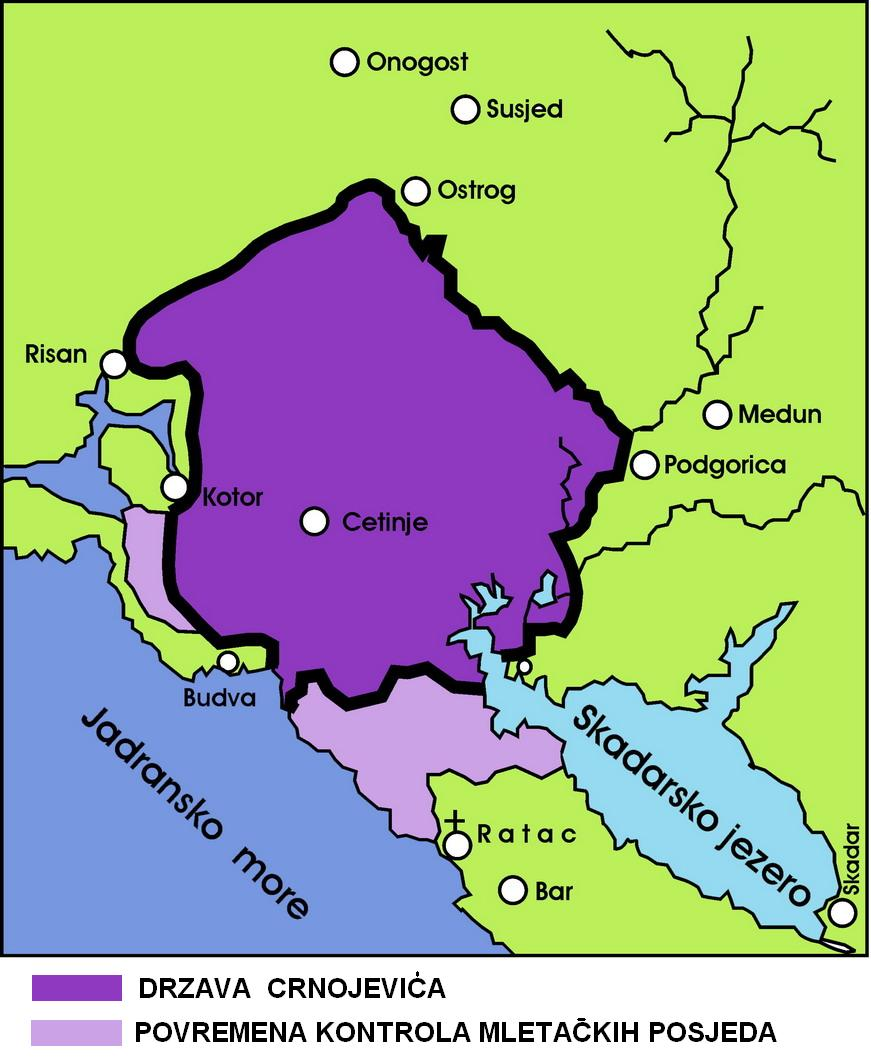
Зета во времена наивысшего могущества Черноевичей

Представители рода долгое время враждовали с правившими в Зете Балшичами, а в XIV—XV веках сами встали во главе княжества. Первым господарем Зеты из этой династии стал Стефан I, правнук Црное. Столица Черноевичей поочерёдно находилась в Жабляке, Ободе и Цетине, основанном Иваном I.
Со второй половины XV века Черноевичи играют ключевую роль в выживании Зеты под натиском турок. Для этого они заключали союзы с Албанией и Венецией, которая помогала Черноевичам деньгами и даже платила им пенсию. В итоге Зета получила название Черногория и утратила независимость в 1496 году, хотя до 1499 года номинальным правителем считался Стефан II.
После включения княжества в состав Османской империи на землях Черногории был образован санджак, во главе которого в 1513-1530 годах стоял Станко Черноевич, после принятия ислама известный под именем «Станиша Скендербег».
Период правления Черноевичей сохранился в народных песнях черногорского эпоса («Женитьба Джюро Черноевича», «Женитьба Максима Черноевича»).

## Правители
Сербские вельможи
- Джураш I Вранчич
- Илия Джурашевич[серб.]

Наместники Верхней Зеты
- Джураш II Илич
- Црное Джурашевич
- Радич Црноевич

Наместники Зеты
- Джураш III[серб.] (1403—1435)
- Гойчин[серб.] (1435—1451)

Господари Зеты
- Стефан I (1451—1465)
- Иван (1465—1490)
- Джураш IV (1490—1496)
- Стефан II (1496—1499)

Санджакбеи Черногории

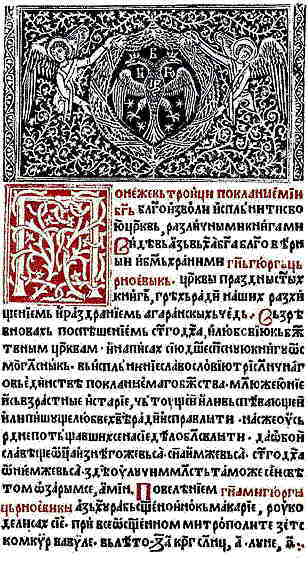
Цетинский осмогласник с гербом рода из типографии Черноевичей(1494)

- Станко Черноевич (Станиша Скендербег) (1513—1530)

## Черноевичи нового времени
Вопрос о принадлежности сербского патриарха Арсения III Черноевича (Чарноевича) (1633—1706) к роду Черноевичей до сих пор окончательно не выяснен.
Это же относится и к сербским семьям Черноевичей нового времени, например, к сербскому генералу Семёну Черноевичу (ум. 1772), дочь которого Анна была замужем за сенатором Российской империи И. М. Муравьёвым-Апостолом.